# Manuel Cantacuceno (usurpador)
Manuel Cantacuceno (en griego: Μανουήλ Καντακουζηνός) fue un caudillo rebelde griego que inició una revuelta contra la familia de los Paleólogos en el Despotado bizantino de Morea.

## Biografía
Manuel era nieto de Demetrio I Cantacuceno, último gobernador de Morea de la familia Cantacuceno. Poco después de la caída de Constantinopla y la muerte del último emperador bizantino, Constantino XI Paleólogo, Manuel con la población griega local se unió a 30 000 albaneses en una revuelta contra sus hermanos, Tomás y Demetrio, gobernantes de la Morea bizantina.
Era de conocimiento público que los dos hermanos se odiaban, y aprovechando esta situación a su favor, Manuel encabezó esta revuelta en 1453. Pronto fue proclamado déspota por los albaneses y, para complacerlos, tomó el nombre albanés «Gjin» y también llamó a su esposa «Cuchia». Su situación fue favorable al principio, pero eso cambió rápidamente. Los hermanos Paleólogo pronto se dieron cuenta de que necesitaban ayuda externa para tener éxito y apelaron a los otomanos y Venecia para recibirla. El señor otomano de Morea decidió que la provincia permanecería en manos de Tomás y Demetrio y, ayudó a los dos hermanos. Con un mínimo apoyo otomano, los hermanos se unieron y aplastaron la revuelta al año siguiente, en 1454. Manuel logró escapar, aunque se desconoce su paradero.